# GnomeUtils
GnomeUtils o GNOME Utilities és un paquet d'aplicacions per a l'escriptori GNOME que conté els següents programes:
- Baobab
- GNOME System Log Viewer
- GNOME Search Tool
- GNOME Dictionary
- Gfloppy
- GNOME Screenshot

## Baobab
Baobab és un analitzador gràfic d'usatge dels discs per a l'escriptori GNOME. El seu nom prové de l'arbre baobab, ja que mostra l'ús del disc en forma de diagrames d'arbre.

## GNOME System Log Viewer
GNOME System Log Viewer (Gnome-system-log) és una utilitat per mostrar fitxers de registre del sistema.

## GNOME Search Tool
GNOME Search Tool (Gnome-search-tool) és una utilitat per cercar fitxers al sistema. Per realitzar una recerca bàsica, s'ha d'escriure un nom de fitxer o un tros d'un nom de fitxer, amb comodins o sense. Per refinar la cerca, es poden aplicar opcions de cerca addicionals.

## GNOME Dictionary

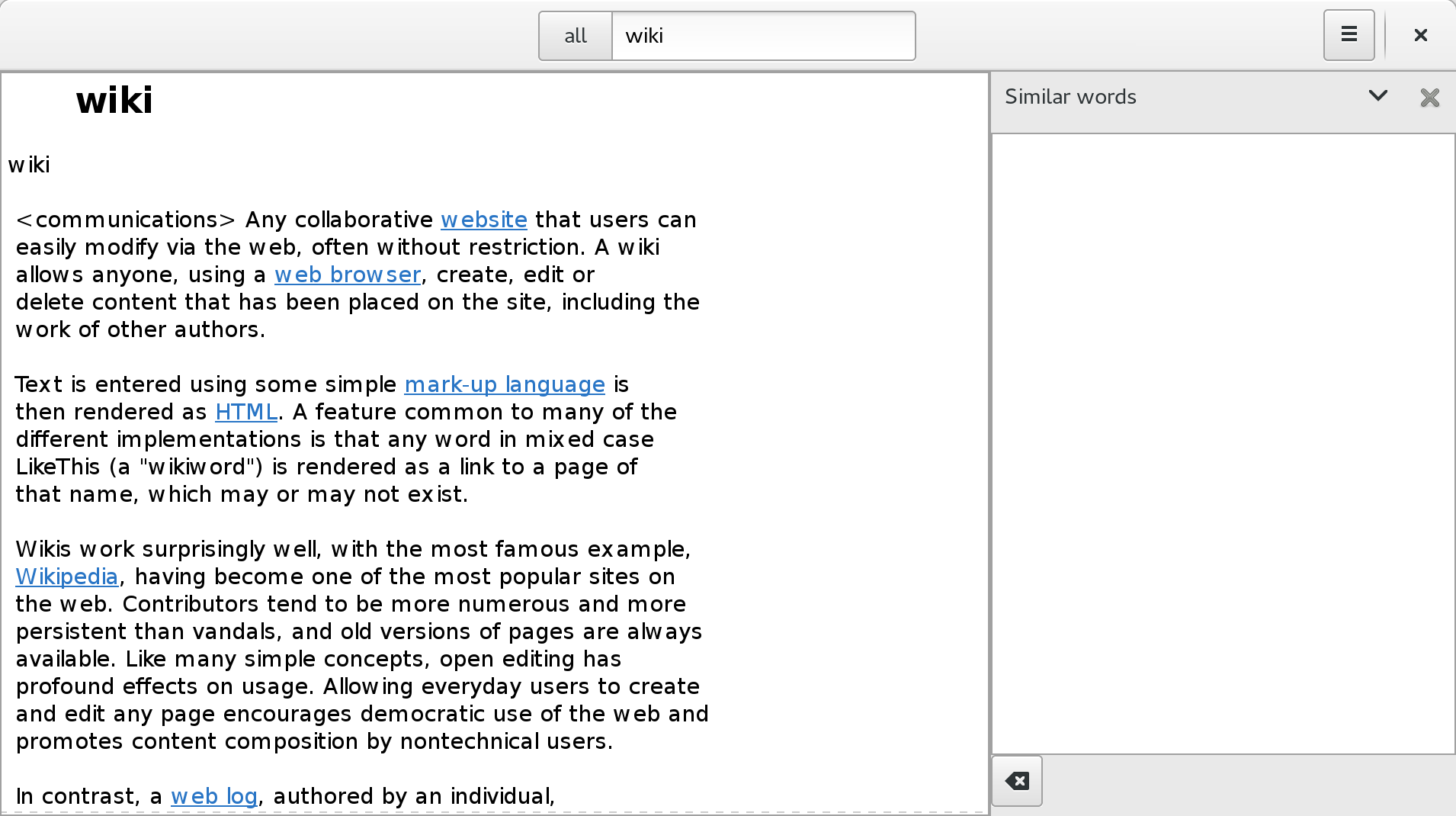
GNOME Dictionary

GNOME Dictionary (Gnome-dictionary), el diccionari del GNOME, és un client DICT escrit en C per Emmanuele Bassi i d'altres. Permet als usuaris del GNOME buscar paraules al diccionari.

## Gfloppy
Gfloppy és un senzill formatejador de disquets de 3.5" per a Linux. Suporta el format de Sistema operatiu de disc i el sistema de fitxers ext2. Per tal de crear els discs de DOS és necessari tenir instal·lat el paquet mtools.

## GNOME Screenshot

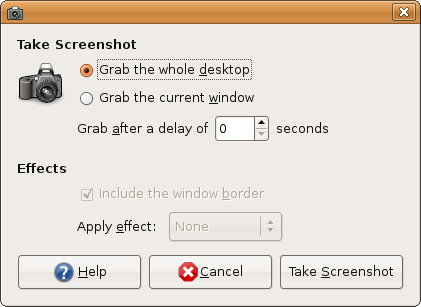
Gnome Screenshot

GNOME Screenshot (Gnome-screenshot) és una eina que utilitza en l'entorn d'escriptori GNOME per a prendre captures de pantalla. Ofereix diverses opcions, incloent la captura l'escriptori complet o només d'una sola finestra, una funció de temps de retard i alguns efectes d'imatge.